# 鈴江憲
鈴江 憲（すずえ けん、1980年4月26日 - ）は、日本の実業家、プロレスラー、アーティスト。徳島県出身。日本の実業家、マーケティングコンサルタント、シーシャ業界のキーパーソン。株式会社ブシドー代表取締役、masacariグループオーナー、XANAのBizDevマネージャー。総合格闘技興行「fighting NEXUS」名誉スポンサーリングネーム：闘神アルゴース。

## 経歴
17歳からマーケティングに携わる。2011年株式会社ブシドー設立。20年以上にわたり、SEO、SEM、CRMを中心としたデジタルマーケティング領域で活動。上場企業のコンサルティングやマーケティングも行い、売上を11倍に伸ばすなどの実績を持つ。Google Japan社やGMOインターネット社などとの合同セミナーへの登壇経験もある。IT事業、通販事業、店舗事業、イベント事業、アーティスト事業などの事業を展開。
シーシャ業界で、直営4店舗、FC1店舗を運営。協会理事、コンテストの審査委員長、バトルイベントのプレイヤーとして活躍。

## シーシャ業界での活動
シーシャ業界では23年以上のキャリアを持ち、「SMOKING DOWN」バトル勝者、「SHISHA-1GP」審査員長を務めるなど、多方面で活動。日本人として初めて、香港でゲストパッカーとして招聘され、台湾でもワークショップ講師を務めた。
国内外20店舗以上でゲストパッカー経験を持つほか、KALOUD、EGG SHISHAの公認アンバサダーにも選出されている。

## 格闘家・プロレスラーとしての経歴
格闘技選手（元MMAファイター）、覆面プロレスラー「闘神アルゴース」
パンクラス→総合格闘技「DEEP(ディープ)」を経て、「闘神アルゴース」としてマスクマン専門のプロレス興行「覆面MANIA」所属。

### 対戦試合
- CLUB DEEP in DIANA2 ：2011年8月21日 CLUB DIANA[10]
- WRESTLING DREAMERS：2012年12月15日東京・新木場1stRING（鈴江憲のみスリーパー・ホールド禁止ルール　20分1本勝負）[11]

### 入場曲
ストロングスタイル（オリンポス16闘神　3rd Album「闘神道」より）

## アーティスト活動
ミクスチャー・メタルバンド「オリンポス16闘神」に所属。担当パートはプロレスリング。ライブでは客席に向かいフライングボディアタックを担当。複数の法人経営を行い音楽業界最強の戦闘力を持つバンドマン。
試合での公式入場曲はストロングスタイル。

## 出演・メディア掲載

### Youtube
- 「株式会社ブシドー鈴江憲社長 インタビュー」-ゲスト出演（2017年公開）[15]
- 「【アフィ中番外編】SPECIALIST-それぞれの未来- 株式会社ブシドー『鈴江憲』」-ゲスト出演[16]（2017年公開）
- 「恐味心震える」（YouTube Live）[17]（2021年公開）